# フラン・ソル
フランシスコ・"フラン"・ソル・オルティス（Francisco "Fran" Sol Ortiz、1992年3月13日 - ）は、スペイン・マドリード出身のサッカー選手。SDエイバル所属。ポジションはFW。

## クラブ経歴
スペインの首都マドリードに生まれ、2002年に10歳でレアル・マドリードのカンテラに入団した。2010-11シーズンからCチームで出場機会を得ると、2012年7月16日、セグンダ・ディビシオンに所属するCDルーゴへとレンタルされた。2012年8月25日、UDラス・パルマスとのリーグ戦にて、77分に途中交代でプロデビューを果たした。プロ初ゴールは、レンタル元であるレアル・マドリード・カスティージャとの試合であり、2-2からの決勝ゴールだった。2012-13シーズンの後半戦は、レアル・オビエドにレンタル移籍をした。
2014年7月2日、レアル・マドリードを退団し、ビジャレアルCFに移籍した。2015年4月20日、レアル・ソシエダとの試合でラ・リーガ初出場を記録した。
2016年6月25日、エールディヴィジのヴィレムIIに3年契約で移籍した。ヴィレムIIでは、在籍2シーズン半で公式戦通算47得点を挙げ、2017年3月10日のPSVアイントホーフェン戦では、プロキャリア初となるハットトリックを達成した。
2019年1月16日、FCディナモ・キーウと契約を結んだ。2020年10月2日、母国スペインのCDテネリフェへ1シーズンの契約でレンタル移籍。翌2021-22シーズンは、SDエイバルへレンタルされた。

## タイトル
FCディナモ・キエフ
- ウクライナ・プレミアリーグ : 1回 (2020-21)
- ウクライナ・カップ : 1回 (2019-20)
- ウクライナ・スーパーカップ : 1回 (2020)